# Campionati europei di atletica leggera 2014 - 400 metri ostacoli femminili
I 400 metri ostacoli femminili si tennero il 13, 14 e 16 agosto 2014.

## Risultati

### Batterie
In semifinale i primi 3 di ogni batteria e i 4 migliori tempi ripescati.
| Rank | Heat | Lane | Name                     | Nationality | Time    | Note |
| ---- | ---- | ---- | ------------------------ | ----------- | ------- | ---- |
| 1    | 1    | 4    | Eilidh Child             | Regno Unito | 55.32   | Q    |
| 2    | 4    | 3    | Anna Titimets            | Ucraina     | 55.77   | Q    |
| 3    | 2    | 2    | Vera Barbosa             | Portogallo  | 55.85   | Q    |
| 4    | 3    | 6    | Denisa Rosolová          | Rep. Ceca   | 56.13   | Q    |
| 5    | 1    | 6    | Axelle Dauwens           | Belgio      | 56.15   | Q    |
| 6    | 4    | 7    | Christiane Klopsch       | Germania    | 56.23   | Q    |
| 7    | 1    | 8    | Vera Rudakova            | Russia      | 56.35   | Q    |
| 8    | 4    | 5    | Yadisleidy Pedroso       | Italia      | 56.75   | Q    |
| 9    | 2    | 3    | Petra Fontanive          | Svizzera    | 56.85   | Q    |
| 10   | 4    | 6    | Stina Troest             | Danimarca   | 56.95   | q    |
| 11   | 1    | 2    | Valentine Arrieta        | Svizzera    | 57.02   | q    |
| 12   | 3    | 2    | Joanna Linkiewicz        | Polonia     | 57.12   | Q    |
| 13   | 2    | 5    | Christine McMahon        | Irlanda     | 57.16   | Q    |
| 14   | 2    | 7    | Līga Velvere             | Lettonia    | 57.43   | q    |
| =15  | 3    | 4    | Irina Davydova           | Russia      | 57.51   | Q    |
| =15  | 3    | 8    | Egle Staisiunaite        | Lituania    | 57.51   | Q    |
| 17   | 1    | 5    | Laura Sotomayor          | Spagna      | 57.54   |      |
| 18   | 4    | 4    | Lucie Slanícková         | Slovacchia  | 57.56   |      |
| 19   | 3    | 7    | Olena Kolesnychenko      | Ucraina     | 58.04   |      |
| 20   | 1    | 7    | Angela Morosanu          | Romania     | 58.11   |      |
| 21   | 4    | 2    | Robine Schürmann         | Svizzera    | 58.16   |      |
| 22   | 1    | 3    | Vilde Jakobsen Svortevik | Norvegia    | 58.26   | SB   |
| 23   | 3    | 3    | Hanne Claes              | Belgio      | 1:00.20 |      |
| 24   | 3    | 5    | Maris Mägi               | Estonia     | 1:03.04 |      |
|      | 2    | 4    | Sara Petersen            | Danimarca   |         | DQ   |
|      | 2    | 6    | Hanna Ryzhykova          | Ucraina     |         | DQ   |

### Semifinali
| Pos | Batt. | Corsia | Nome               | Nazione     | Tempo | Note  |
| --- | ----- | ------ | ------------------ | ----------- | ----- | ----- |
| 1   | 2     | 3      | Eilidh Child       | Regno Unito | 54.71 | Q     |
| 2   | 1     | 5      | Anna Titimets      | Ucraina     | 54.90 | Q, SB |
| 3   | 2     | 6      | Denisa Rosolová    | Rep. Ceca   | 54.96 | Q     |
| 4   | 2     | 4      | Axelle Dauwens     | Belgio      | 55.63 | Q, PB |
| 5   | 1     | 7      | Irina Davydova     | Russia      | 55.69 | Q     |
| 6   | 2     | 5      | Joanna Linkiewicz  | Polonia     | 55.89 | q, PB |
| 7   | 2     | 8      | Vera Rudakova      | Russia      | 55.98 | q     |
| 8   | 1     | 8      | Yadisleidy Pedroso | Italia      | 56.07 | Q     |
| 9   | 1     | 6      | Christiane Klopsch | Germania    | 56.28 |       |
| 10  | 1     | 4      | Vera Barbosa       | Portogallo  | 56.33 |       |
| 11  | 2     | 1      | Egle Staisiunaite  | Lituania    | 56.39 | PB    |
| 12  | 1     | 1      | Stina Troest       | Danimarca   | 56.81 |       |
| 13  | 1     | 2      | Līga Velvere       | Lettonia    | 56.87 | PB    |
| 14  | 2     | 2      | Valentine Arrieta  | Svizzera    | 57.00 |       |
| 15  | 2     | 7      | Christine McMahon  | Irlanda     | 57.31 |       |
| 16  | 1     | 3      | Petra Fontanive    | Svizzera    | 57.53 |       |

### Finale
| Pos | Corsia | Nome               | Nazione     | Time  | Note |
| --- | ------ | ------------------ | ----------- | ----- | ---- |
| 1   | 3      | Eilidh Child       | Regno Unito | 54.48 |      |
| 2   | 6      | Anna Titimets      | Ucraina     | 54.56 | PB   |
| 3   | 5      | Irina Davydova     | Russia      | 54.60 | SB   |
| 4   | 4      | Denisa Rosolová    | Rep. Ceca   | 54.70 |      |
| 5   | 7      | Yadisleidy Pedroso | Italia      | 55.90 |      |
| 6   | 2      | Vera Rudakova      | Russia      | 56.22 |      |
| 7   | 8      | Axelle Dauwens     | Belgio      | 56.29 |      |
| 8   | 1      | Joanna Linkiewicz  | Polonia     | 56.59 |      |